# Сарпинская низменность
Сарпинская низменность — слабоволнистая низменная равнина в северо-западной части Прикаспийской низменности

## Географическое положение
Сарпинская низменность представляет собой треугольник неправильной формы, ограниченный на западе Ергенинской возвышенностью, на севере и северо-востоке Волго-Ахтубинской поймой. На юге Сарпинская низменность плавно переходит в Чёрные земли. Граница между данными местностями является климатической: к югу от неё количество осадков становится ещё меньше, а зимы — практически бесснежными.
В пределах Сарпинской низменности расположены север и северо-восток Калмыкии (Малодербетовский, Октябрьский, Юстинский и Кетченеровский), юго-восток Волгоградской (Светлоярский район) и северо-запад Астраханской области (Черноярский и Енотаевский районы).

## Рельеф
Рельеф Сарпинской низменности усложнён мезо- и микропонижениями: имеется значительной число блюдцеобразных впадин круглой и овальной формы, глубиной 3-5, редко до 15 см и диаметром от 5 до 50-100 метров. Перепады высот, как правило, не превышают 0,5-1,0 метра. Большая часть низменности находится выше уровня моря. Южная окраина местности находится ниже уровня моря.
Формирование рельефа Сарпинской низменности связано с нижнехвалынской трансгрессией Каспия, соляной тектоникой и миграцией древних волжских рукавов. Условно в пределах Сарпинской низменности может быть выделена степная и лиманно-озёрная часть, являющаяся, в свою очередь, частью Сарпинско-Дабанской ложбины. В пределах ложбины вытянулась цепочка Сарпинских озёр, которые представляют собой реликт внутренней дельты пра-Волги, формировавшейся на протяжении 7-8 тыс. лет на месте глубокого эстуария в конце позднего плейстоцена. Сарпинско-Даванская ложбина разделяет Приергенинскую (Приергенинский ландшафт)) и Волго-Сарпинскую равнины (Волго- и Южно-Сарпинский ландшафты).
Характерным элементом микрорельефа Сарпинской низменности являются небольшие многочисленные холмики — выбросы земли из нор мелких млекопитающих. Поверхность низменности сформирована нижнехвалынскими тяжёлыми и средними суглинками, подстилаемыми шоколадными глинами. На юге распространены супеси.

## Климат
Климат местности сухой. Район относится к зоне скудного увлажнения с коэффициентом до 0,15 (по Н. К. Иванову. Сумма годовых осадков уменьшается с северо-запада на юго-восток от 330 до 220 мм. Осадки выпадают преимущественно летом. Средняя высота снежного покрова — 4-7 см, в понижениях местами до 15-18 см.
Сарпинская низменность — один из наиболее теплообеспеченных районов Восточной Европы. Сумма среднесуточных температур выше +10°С составляет 3270°С. Запасы солнечной энергии достигают 50-55 ккал/кв.см, а продолжительность солнечного сияния — 2400 часов в год.
Климат континентальный. Для региона характерны резкие контрасты лета и зимы. Сочетании низких температур с малоснежными и бесснежными зимами создают неблагоприятные условия перезимовки биоты. Средняя температура января (самый холодный месяц) составляет — 8-9°С. Минимальные температуры в суровые зимы опускаются до −40°С. Средняя температура июля (самый жаркий месяц) +24°С, максимальная температура +44°С. Преобладают ветра восточных румбов.

## Хозяйственное значение
Низменность имеет важное сельскохозяйственное значение. Большая часть территории используется в качестве пастбищ. Естественным ограничителем поголовья скота и численности населения местности исторически выступали отсутствие кормовой базы и нехватка питьевой воды. В середине 1960-х, с изданием постановления Совета Министров РСФСР «О развитии рисосеяния и кормопроизводства в Сарпинской низменности» началось активное освоение площадей под рисосеяние, строительство Сарпинской оросительно-обводнительной системы. К середине 1980-х общая площадь инженерных рисовых систем достигла 18 тысяч га, из них посевы риса составляли 8 тысяч га.

## Экологическая ситуация
Просчёты при строительстве Сарпинской оросительно-обводнительной системы, в том числе недоучёт факторов бессточности и слабой естественной дренированности территории, привели к повышению уровня грунтовых вод и засолению значительных территорий, что в свою очередь приводит к выводу земель из сельскохозяйственного оборота и обостряет проблему нехватки питьевой воды. Так, к 2000 году около 1500 тысяч га рисовых чеков были выведены из хозяйственного оборота.

## Природоохранные мероприятия
Сарпинская низменность подверглась значительной антропогенной трансформации. В целях защиты и сохранения её экосистемы в пределах Волгоградской области под охрану взято озеро Цаца — памятник природы местного значения, на территории Республики Калмыкия созданы три заказника — федеральные заказники «Сарпинский» и «Харбинский» и республиканский заказник «Ханата»